# 아이폰 13
아이폰 13(영어: iPhone 13)과 아이폰 13 미니(영어: iPhone 13 Mini)는 2021년 9월 15일 새벽 2시에 애플에서 출시한 스마트폰이다. 글로벌에는 2021년 9월 24일에 출시했으며 한국에는
2021년 10월 8일에 정식 출시했다. 기본 아이폰 시리즈 첫 번째로 512GB 모델이 있는 스마트폰이다. 아이폰 12과 아이폰 12 미니의 후속 기종으로 출시되었다. 새로 출시한 프로세서인 애플 A15 프로세서를 사용하였다.

## 디자인

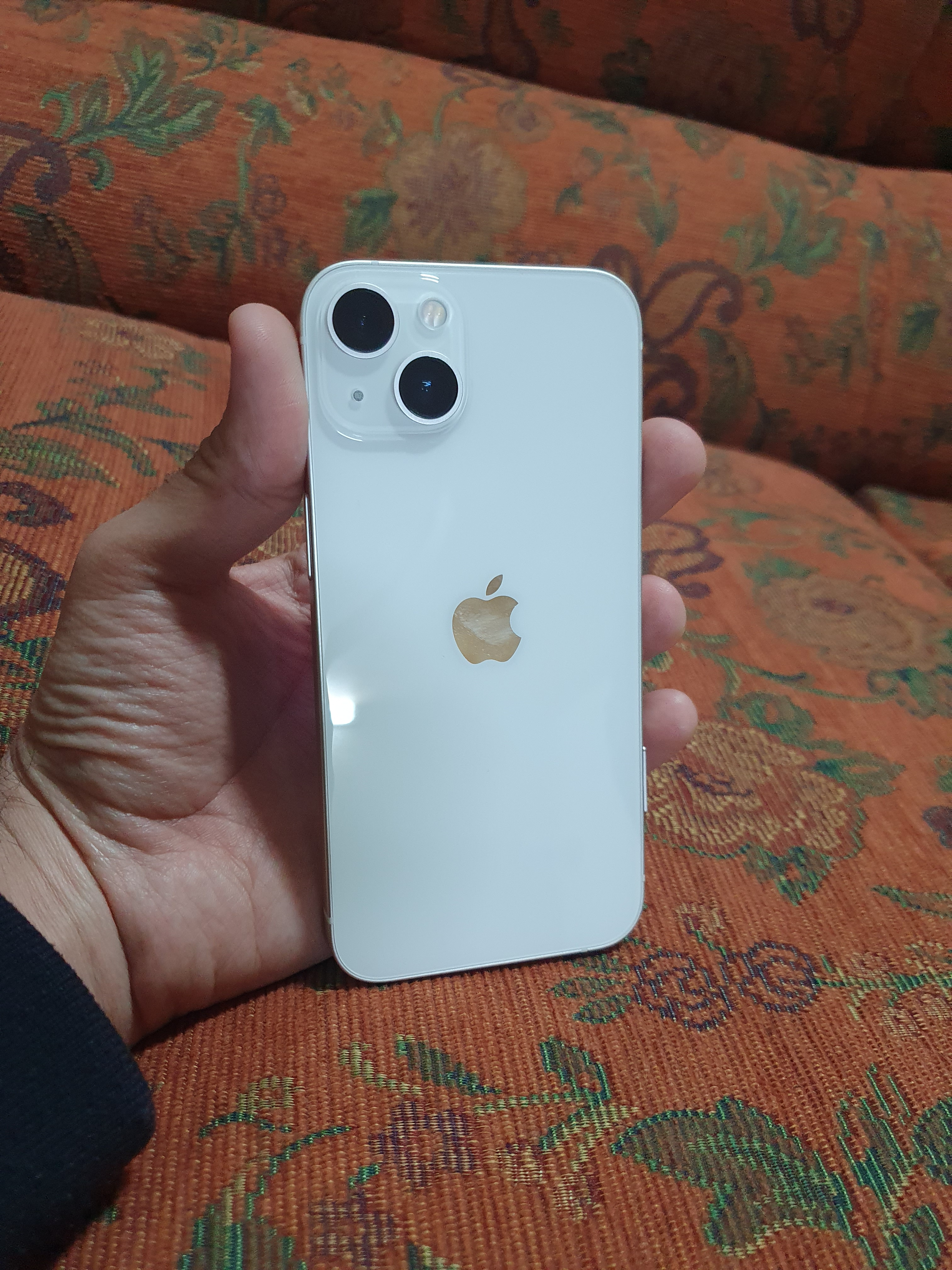
아이폰 13 후면

아이폰 13은 플랫한 몸체를 지닌 아이폰 12와 거의 동일한 디자인을 채택하고 있으며 후면 카메라가 더 커지고 페이스 ID용 트루뎁스 센서가 전작에 비해 20%가량 작아지면서 노치의 크기 또한 줄어들었다.
아이폰 13과 13 미니는 미드나이트, 스타라이트, (PRODUCT)RED, 블루, 핑크, 그린 컬러로 출시되었다.
2022년 3월 8일, 애플은 새로운 그린 컬러 옵션을 공개하였다.
| 색 | 이름         |
| -- | ------------ |
|    | 미드나이트   |
|    | 스타라이트   |
|    | 블루         |
|    | 핑크         |
|    | 그린         |
|    | (PRODUCT)RED |

## 성능

### 하드웨어
아이폰 13과 아이폰 13 미니는 애플이 디자인한 애플 A15 바이오닉 시스템을 칩에 사용한다. 아이폰 13과 13 미니는 6코어 CPU, 4코어 GPU, 16코어 뉴럴 엔진을 갖추고 있으며 아이폰 13 프로와 아이폰 13 프로 맥스는 5코어 GPU를 갖추고 있다.

#### 화면
아이폰 13은 6.1인치(15.254cm) 디스플레이에 슈퍼 레티나 XDR OLED 기술을 탑재해 해상도가 2532 X 1170, 화소밀도는 약 460PPI, 재생율은 60Hz다. 아이폰13 미니는 같은 기술을 적용한 5.4인치(14.516cm) 디스플레이에 2340×1080 화소, 약 476 PPI의 화소 밀도를 자랑한다.

#### 카메라
아이폰 13과 13 미니는 전면 카메라 한 대와 후면 카메라 두 대, 와이드 와이드 카메라 한 대와이드 카메라 세 대와 동일한 카메라 시스템을 갖추고 있다. 후면 카메라에는 광학 이미지 안정화(OIS)를 통해 더 많은 광 채집을 위한 더 큰 센서가 모두 포함되어 있다. 뒷면의 카메라 모듈은 대형 센서를 설계하기 위해 수직 대신 대각선으로 배열된다.
이 아이폰은 Smart HDR 4라고 불리는 애플의 최신 컴퓨터 사진 엔진을 사용한다. 사용자들은 또한 풍부한 대비, 생동감, 따뜻함, 시원함을 포함한 다양한 사진 스타일 중에서 선택할 수 있다. 애플은 캡처 중에 이미지 처리 알고리즘과 지능적으로 작동하여 이미지에 로컬 조정을 적용하기 때문에 필터와 다르다는 점을 명확히 한다.
카메라 앱은 사용자가 피사체 사이에 초점을 맞추고 소프트웨어 알고리즘을 사용하여 얕은 필드 깊이를 만들 수 있는 시네마틱 모드라고 불리는 새로운 모드를 포함하고 있다. 30fps로 1080p의 와이드 및 전면 카메라에서 지원된다.

### 소프트웨어
아이폰 13과 아이폰 13 미니는 출시 당시 iOS 15가 탑재되었다.

## 수리 가능성
아이폰13 스크린은 화면이 휴대폰에 잠겨 있어 독립적인 수리점으로 교체되는 것을 방지하도록 설계되었다. 애플 기술자들은 새로운 화면을 설치하기 위한 독점 소프트웨어 도구를 가지고 있다.

## 같이 보기
- 아이폰
- 아이폰 13 프로
- 애플의 제품 목록